# Paus Theodorus I
Theodorus I (Jeruzalem, geboortedatum onbekend - Rome, 14 mei 649) was de 73e paus van de Rooms-Katholieke Kerk. Hij bezette de Heilige Stoel van 24 november 642 tot 14 mei 649.
Theodorus I was een Griek uit Jeruzalem. Hij werd evenals zijn voorganger paus Johannes IV voortdurend betrokken bij twisten over het monotheletisme. Keizer Constans II verbood in 648 per decreet deze strijd.
Cursief: tegenpaus